# Гичиноор
Гичиноор (также Гохма, название Гичиноор от авар Гичин гlор) — река в России, протекает в Республике Дагестан. Устье реки находится в 86 км по правому берегу реки Аварское Койсу. Длина реки составляет 18 км, площадь водосбора 106 км.
Высота истока — 2850 м над уровнем моря. Высота устья — 975 м над уровнем моря. Уклон реки — 104 м/км.

## Притоки
Основные притоки: Миниор (л), Гичалир (п).

## Данные водного реестра
По данным государственного водного реестра России относится к Западно-Каспийскому бассейновому округу, водохозяйственный участок реки — Сулак от истока до Чиркейского гидроузла.
Код объекта в государственном водном реестре — 07030000112109300000964.